# Кефалас, Панайотис
Панайотис Кефалас (греч. Παναγιώτης Κεφάλας; ? Диррахи Мессения Османская империя — 1825 Маньяки, Мессения) — греческий военачальник периода Освободительной войны Греции (1821—1829).
Отличился при взятии Триполицы. Погиб в 1825 году в «Леонидовом сражении» при Маньяки.
Запечатлён на картинах баварского художника Петера фон Гесса и греческого примитивиста Теофилоса.

## Биография
Кефалас родился в селе Диррахи епархии Андруса Мессении.
В зрелом возрасте вступил в тайную греческую революционную организацию Филики Этерия, поставившую себе целью освободить Грецию от османской оккупации.
Накануне восстания 1821 года вместе с Папафлессасом Анагностарасом и Никитарасом скрывался в монастыре Святого Ильи у города Каламата, в ожидании груза боеприпасов из Смирны:В-32.
Принял участие в одной из первых акций восставших, освобождении города Каламата, после чего принял участие в взятии крепости Святого Афанасия Каритены.
Последовал за Теодором Колокотронисом в попытке последнего создать кольцо Осады Триполицы и занял бастион у Валтеци:В-212.
Во втором сражении при Валтеци, 12-13 мая 1821 года, вместе с Колокотронисом, Кирьяком и Ильёй Мавромихалисами, Плапутасом, Эвморфопулосом и Ятракосом одержал решающую победу над турками, ставшую прелюдией взятия Триполицы:Δ-326.
В историографии некоторое время было расхожим мнение, что отряд Кефаласа первым ворвался в город-крепость. В действительности Кефалас был вторым, после Манолиса Дуниаса. Водружавшим знамя повстанцев в Триполи запечатлел Кефаласа на своей картине баварский художник Петер фон Гесс. Этот же мотив повторил впоследствии греческий примитивист Теофилос:В-148.
Под командованием Колокотрониса, принял участие в разгроме турецких войск Драмали-паши при Дервенакия в июле 1822 года:В-252.
Однако в последовавшей междоусобице был на стороне противников Колокотрониса и был пленён сыном последнего, Геннеосом:В-386:В-396.
Со словами «и ты, старая корова, поднял ружьё против меня» Колокотронис выпустил его на свободу:В-397.
В 1824 году турецкий султан был вынужден обратиться за помощью к своему вассалу Мохамеду Али, правителю Египта, располагавшему армией и флотом, организованными европейскими офицерами.
После начала египетского вторжения весной 1825 года в Пелопоннес, Кефалас, всего лишь с 20 своими бойцами:Г-92, последовал в конце мая того же года за немногочисленным отрядом Папафлессаса навстречу египетским войскам.
Папафлессас расположился у села Маньяки, недалеко от Пилоса (Наварин).
Видя немногочисленность сил Папафлессаса, Кефалас попытался уговорить его отойти. Но тот был полон решимости дать своё «Леонидово сражение» и пристыдил Кефаласа.
Этот разговор был завершён словами маниата Воидиса: «Пошли к бастионам и кто останется жив, пусть слушает песни скорбящих женщин».
Панайотис Кефалас погиб смертью героя в сражении при Маньяки 1 июня 1825 года.